# Enrique Guier Sáenz
Enrique Guier Sáenz (Cartago, 22 de octubre de 1899 - San José, 23 de noviembre de 1970) fue un jurista costarricense. Fue presidente de la Corte Suprema de Justicia de Costa Rica de 1945 a 1948.

## Biografía
Nació en Cartago, el 22 de octubre de 1899. Fue hijo de Enrique Guier y Atilia Sáenz. Contrajo matrimonio con Ángela Esquivel Fernández, con quien tuvo a Fernando Lincoln y Jorge Enrique Guier Esquivel.
Cursó estudios en el Colegio San Luis Gonzaga de Cartago y se graduó de Licenciado en leyes en la Escuela de Derecho en 1921, donde después fue profesor de Derecho penal.
Fue juez del crimen de Cartago de 1922 a 1926, juez primero del crimen de San José de 1926 a 1930, juez tercero civil de San José de 1930 a 1935 y magistrado de la Corte Suprema de 1935 a 1945. Fue Presidente de la Sala de Casación y de la Corte Suprema de Justicia en 1945, para terminar el período de don Víctor Guardia Quirós. En 1946 fue reelegido para un período de cuatro años, que no pudo terminar debido a que en 1948 se rompió el orden constitucional y se nombró una nueva Corte. Elegido Magistrado suplente en 1963, declinó el cargo. Fue MInistro de Trabajo y Seguridad Social de 1966 a 1969.
Participó en la redacción de diversas leyes, en particular los códigos penal y de policía de 1942. Junto con Antonio Picado Guerrero publicó La aplicación de las penas, guía explicativa de esos códigos. También escribió obras literarias e históricas, como las biografías El general Morazán y William Walker.

## Fallecimiento
Falleció en San José, el 23 de noviembre de 1970 a los 71 años.